# Jensen GT
Jensen GT – sportowy samochód osobowy produkowany przez brytyjską firmę Jensen w latach 1975-1976. Dostępny był jako 2-drzwiowy roadster. Do napędu użyto silnika R4 Lotus 907 o pojemności 2,0 l i mocy maksymalnej 142 KM przy 6500 obr./min. Moc przenoszona była na oś tylną poprzez 5-biegową manualną skrzynię biegów.

## Dane techniczne (R4 2.0)

### Silnik
- R4 Lotus 907 2,0 l (1973 cm³), 4 zawory na cylinder, DOHC
- Układ zasilania: gaźnik
- Średnica cylindra × skok tłoka: 95,20 mm × 69,30 mm
- Stopień sprężania: 8,4:1
- Moc maksymalna: 142 KM (104,5 kW) przy 6500 obr./min
- Maksymalny moment obrotowy: 176,5 Nm przy 5000 obr./min

### Osiągi
- Przyspieszenie 0-100 km/h: 8,5 s
- Prędkość maksymalna: 193 km/h

### Inne

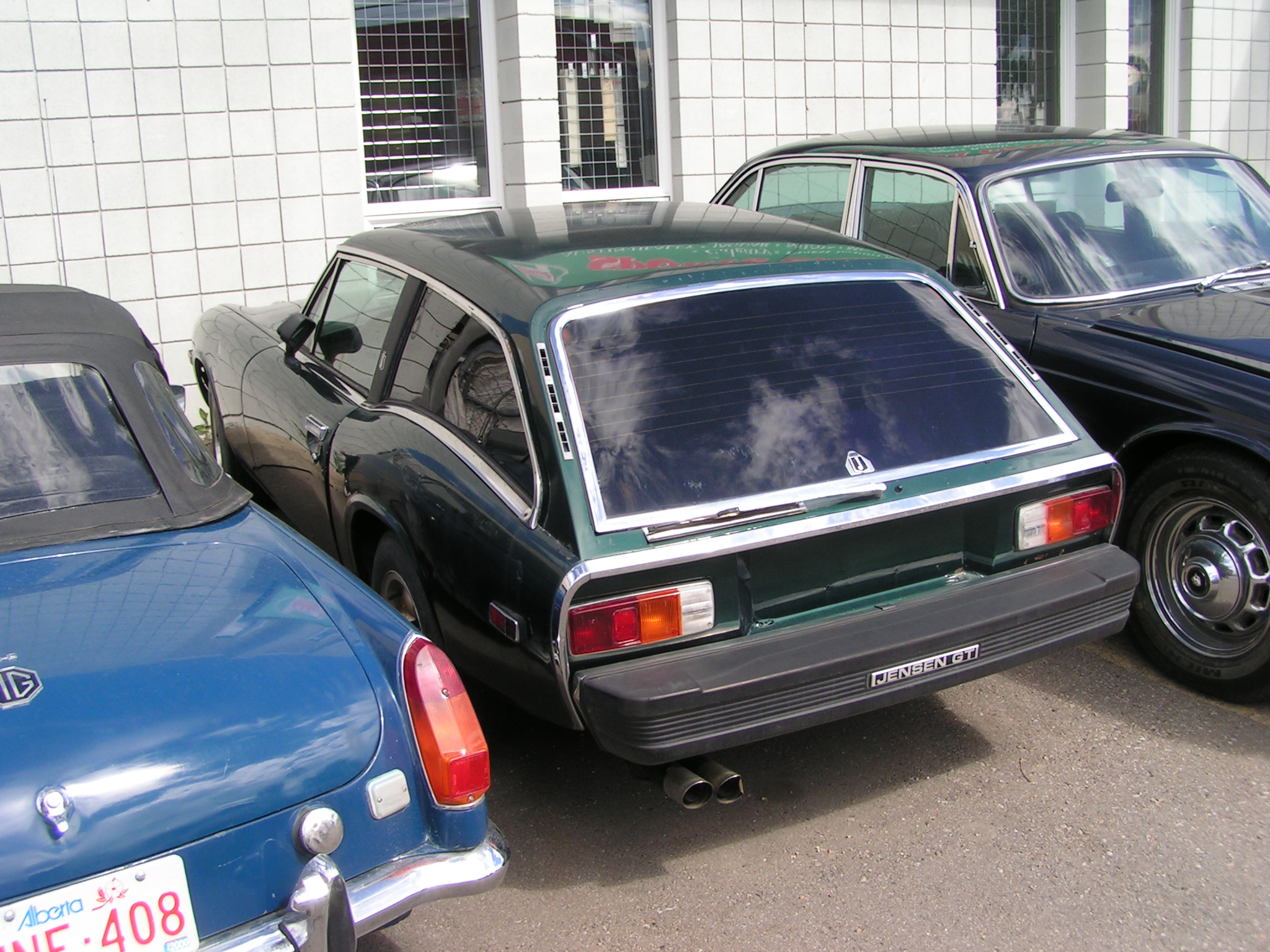
Tył nadwozia

- Opony: 185/70 HR13
- Główne przełożenie: 3,45:1
- Prześwit: 127 mm